# 藤島のフジ

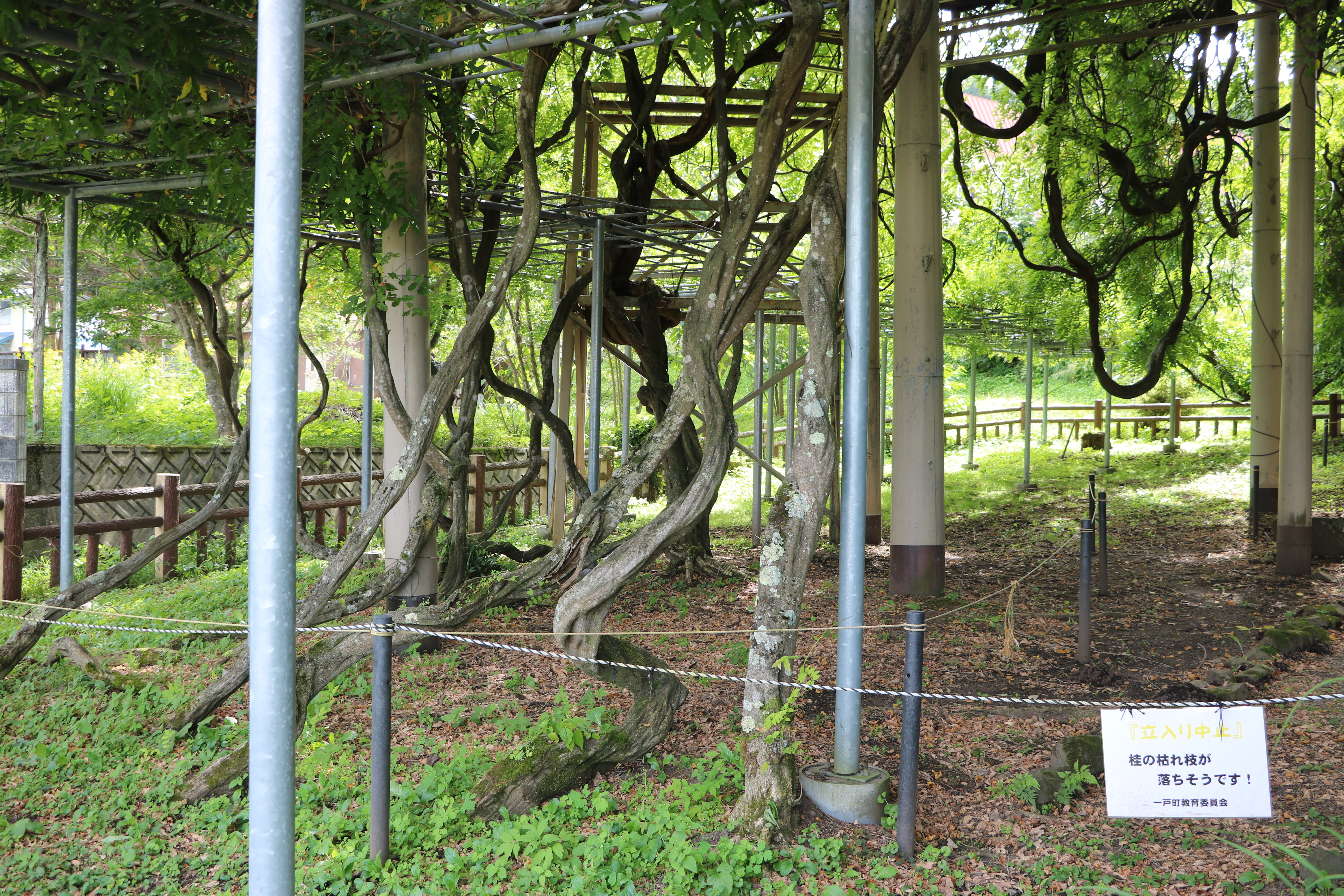
藤島のフジ。2022年9月8日撮影。

藤島のフジ（ふじしまのフジ）は、岩手県二戸郡一戸町小鳥谷（こずや）にある国の天然記念物に指定されたフジ（ノダフジ）の老木である。
日本国内に8件ある国の天然記念物に指定されたつる性樹木（内、フジ7件、アイラトビカズラ1件）の1つで、8件中、最も北に所在する。指定名の「藤島」とは当地の地名ではなく、このフジが生育している周囲に、かつて狭い堀が3方向に廻らされており、あたかも島のようになっていたので、フジのある島、すなわち「藤島」と称したことが名称の由来であるという。日本国内におけるノダフジの老木・巨樹の有数のものとして、1938年（昭和13年）12月14日に国の天然記念物に指定された。
天然記念物に指定された当時は、日本国内第一位のフジの巨木と言われていたが、台風の被害や主幹の腐朽などにより部分的に蔓が失われてしまったため、地元一戸町では回復に向けた取り組みが行われており、藤島のフジのすぐ隣にある一戸町立小鳥谷小学校の児童による保全活動も行われている。樹齢は数百年、一説には400年以上とも言われ、毎年5月下旬から6月上旬の開花時には多くの人々が訪れ賑わう。

## 解説

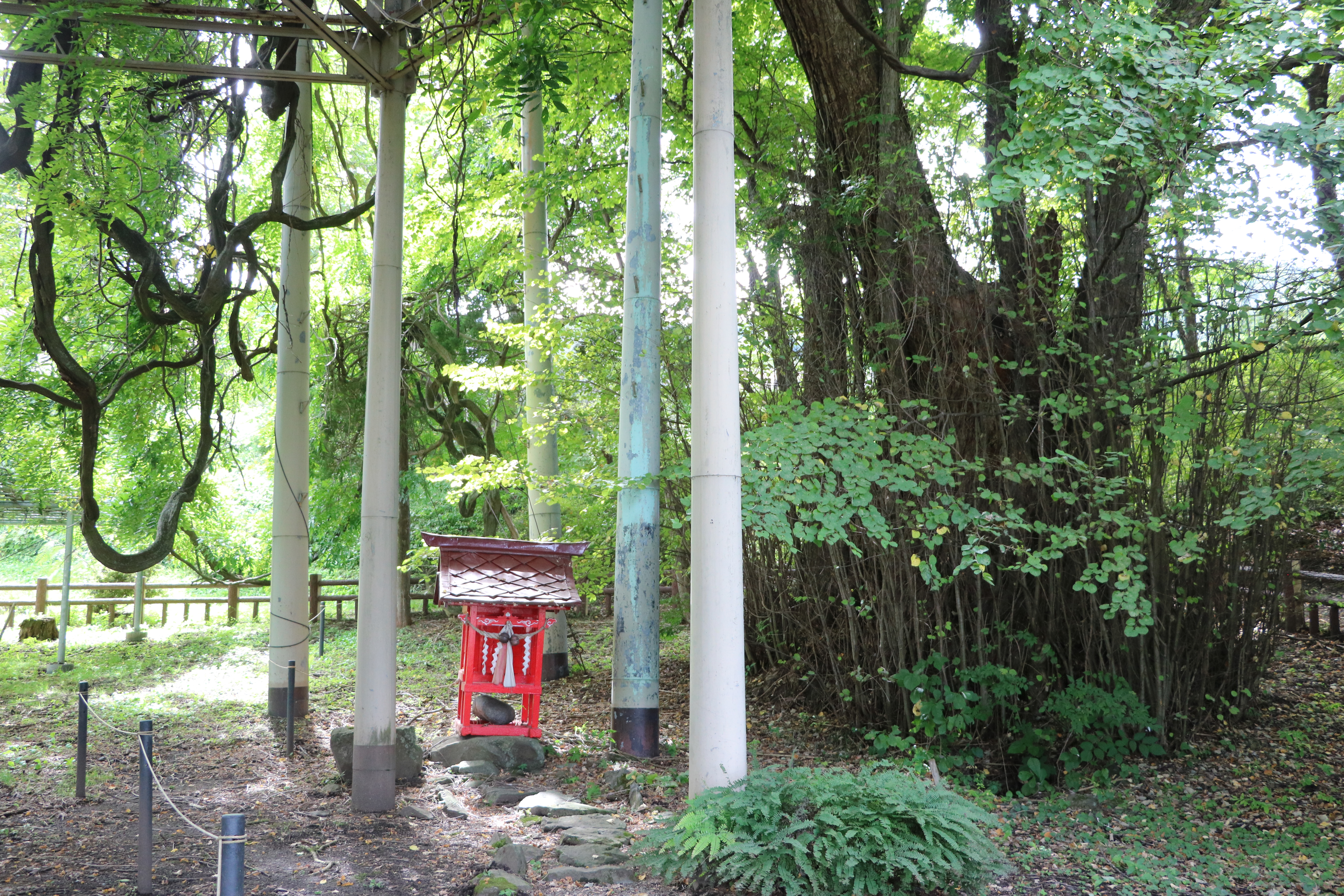
右に見えるカツラの巨樹に絡んで蔓を延ばしていた。祠は弁財天。2022年9月8日撮影。

藤島のフジは岩手県北部の二戸郡一戸町の中心部から馬淵川沿いを上流方向へ向かった、小鳥谷（こずや）地区に所在する。小鳥谷地区は1957年（昭和32年）に一戸町と新設合併されるまでは二戸郡小鳥谷村だったところで、国の天然記念物に指定された藤島のフジは、IGRいわて銀河鉄道いわて銀河鉄道線小鳥谷駅から南へ600 m（メートル）ほどの場所にある一戸町立小鳥谷小学校の東隣の一角に生育している。
この場所はかつて仁昌寺という寺院の境内であったと言われ、1591年（天正19年）に起きた九戸政実の乱を制圧するため、奥州仕置を行う豊臣政権の蒲生氏郷が、小鳥谷の東隣にあった姉帯城を攻撃する際に陣を張った場所であるとも伝えられており、フジの木の生育する敷地の周囲三方に廻らされた当時の堀の遺構が、あたかもフジを中心に見据えた島のように見えたことから、藤の島、すなわち「藤島」と呼ばれるようになったという。
元々藤島のフジは隣接するカツラの巨木に絡んで生育し、カツラの梢の上まで蔓が巻き付いていたが、老木であったためフジの重さに耐えかねてカツラの枝が折れてしまったという。さらに1954年（昭和29年）9月の洞爺丸台風の強風によりフジの主幹が倒伏してしまったため、鉄骨の櫓（やぐら）が設けられ、それ以降は複数本の鉄製の支柱に支えられた藤棚に生育している。
1969年（昭和44年）の計測では3.6 mもある巨大な根回りを持っており、高さに関しては、つる性樹木の特性上、正確な数値を求めることは難しいものの、支柱に巻き付いた蔓は高さ20 m以上に達していた。幹や主な枝の内部は腐朽が進み、幹などは7つに割れている。ただし、樹皮に近い部分は状態が良く、全体的に見れば樹勢は盛んである。
藤島のフジの東隣の町道を挟んだ至近距離に、2つの株からなる「観音堂の藤」（一戸町指定天然記念物、平成4年3月25日指定）があるが、このノダフジは藤島のフジの種子から発芽して生育したものと考えられており、南側の株は推定樹齢150年、北側の株は推定樹齢100年である。
藤島のフジの花の着きは年により一様ではないが、他所の一般的なフジに比べ青紫色に近い花色をしており、東北地方北部という場所柄、開花時期が5月下旬から6月上旬と、関東地方周辺と比べて1か月ほど遅い。フジの根元には弁財天の祠あり、地域住民の信仰の場にもなっており、藤棚の周辺では定期的に除草が行われるなど管理が行き届いている。

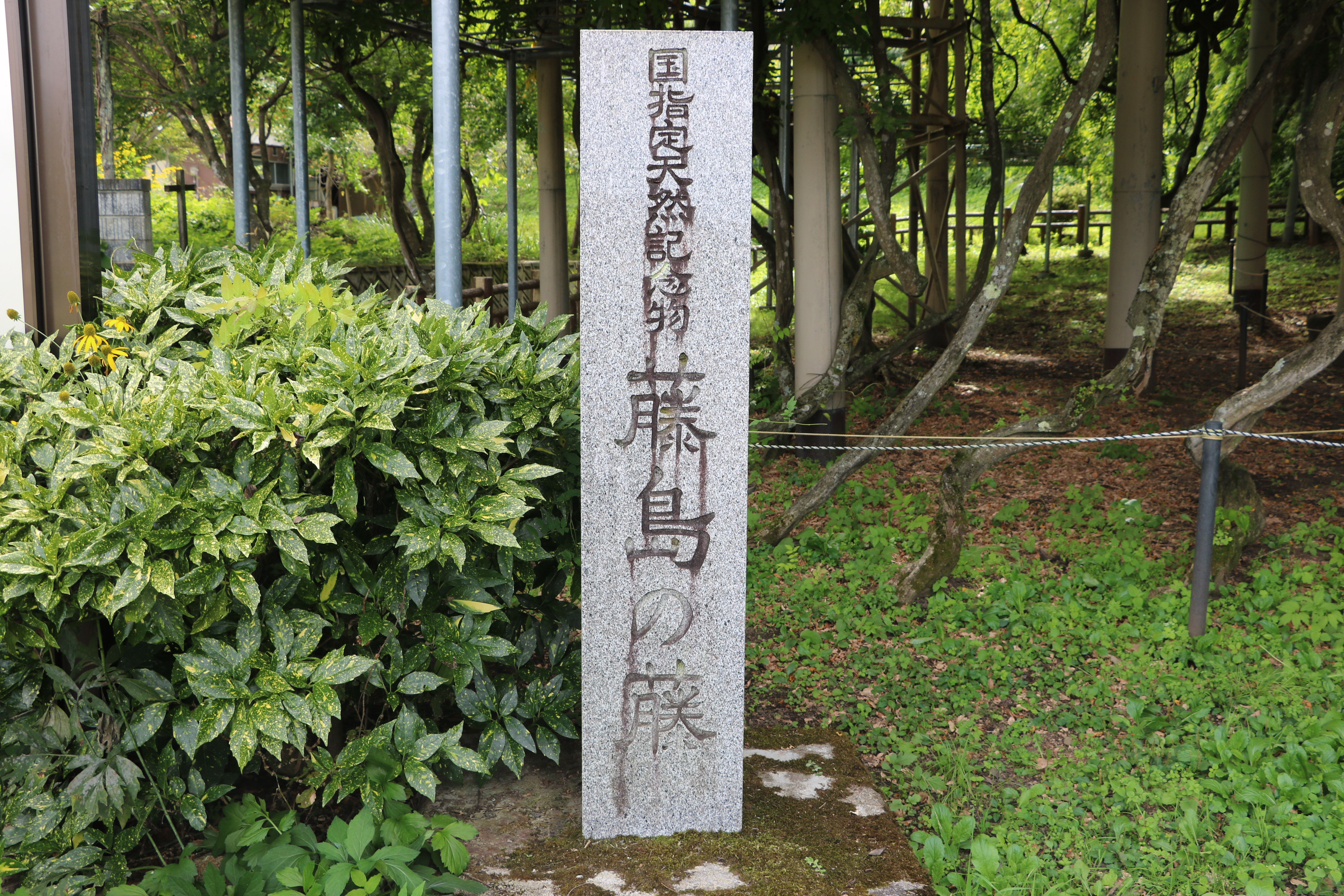
天然記念物指定石碑。一戸町教育委員会建立。2022年9月8日撮影。
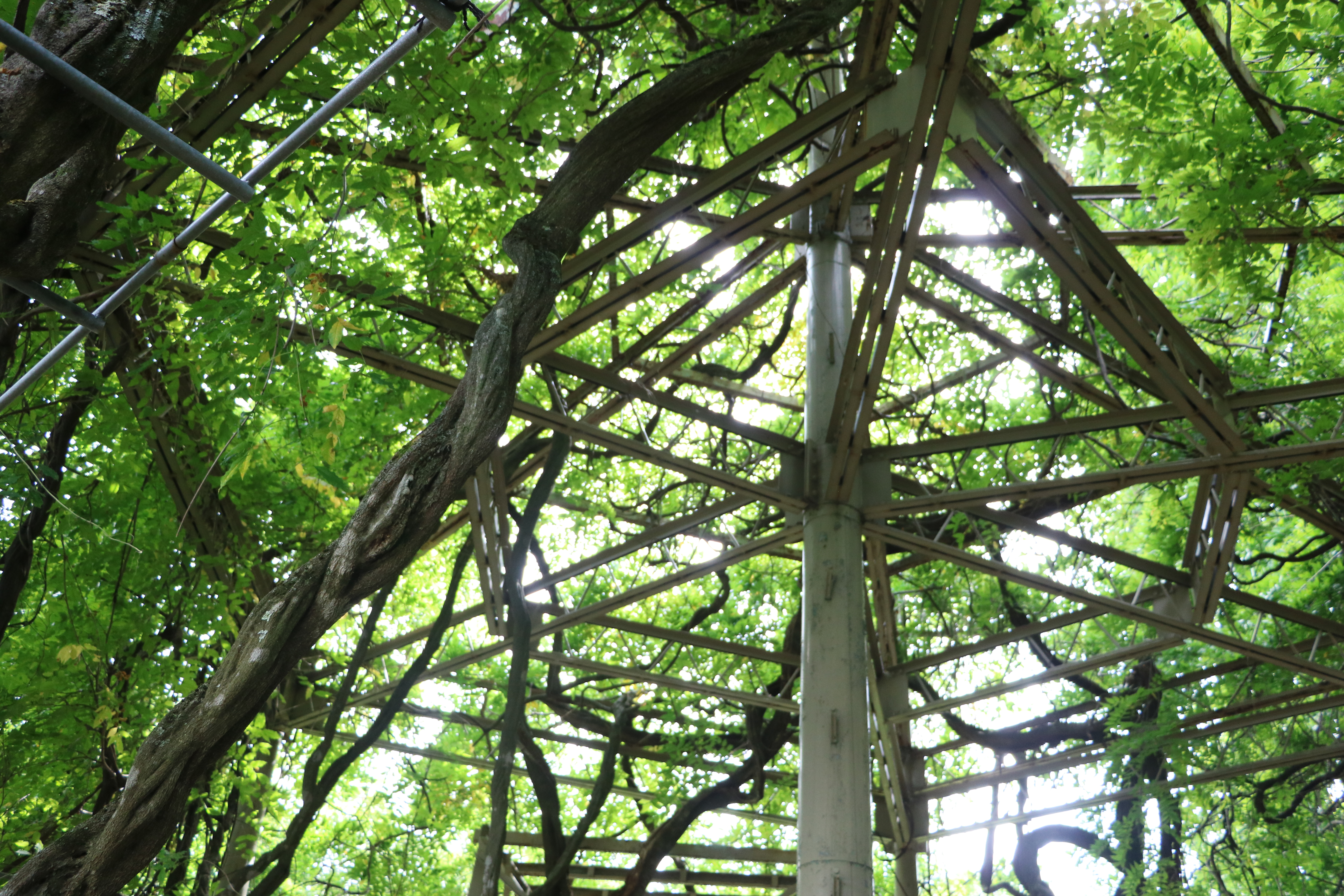
藤棚。2022年9月8日撮影。
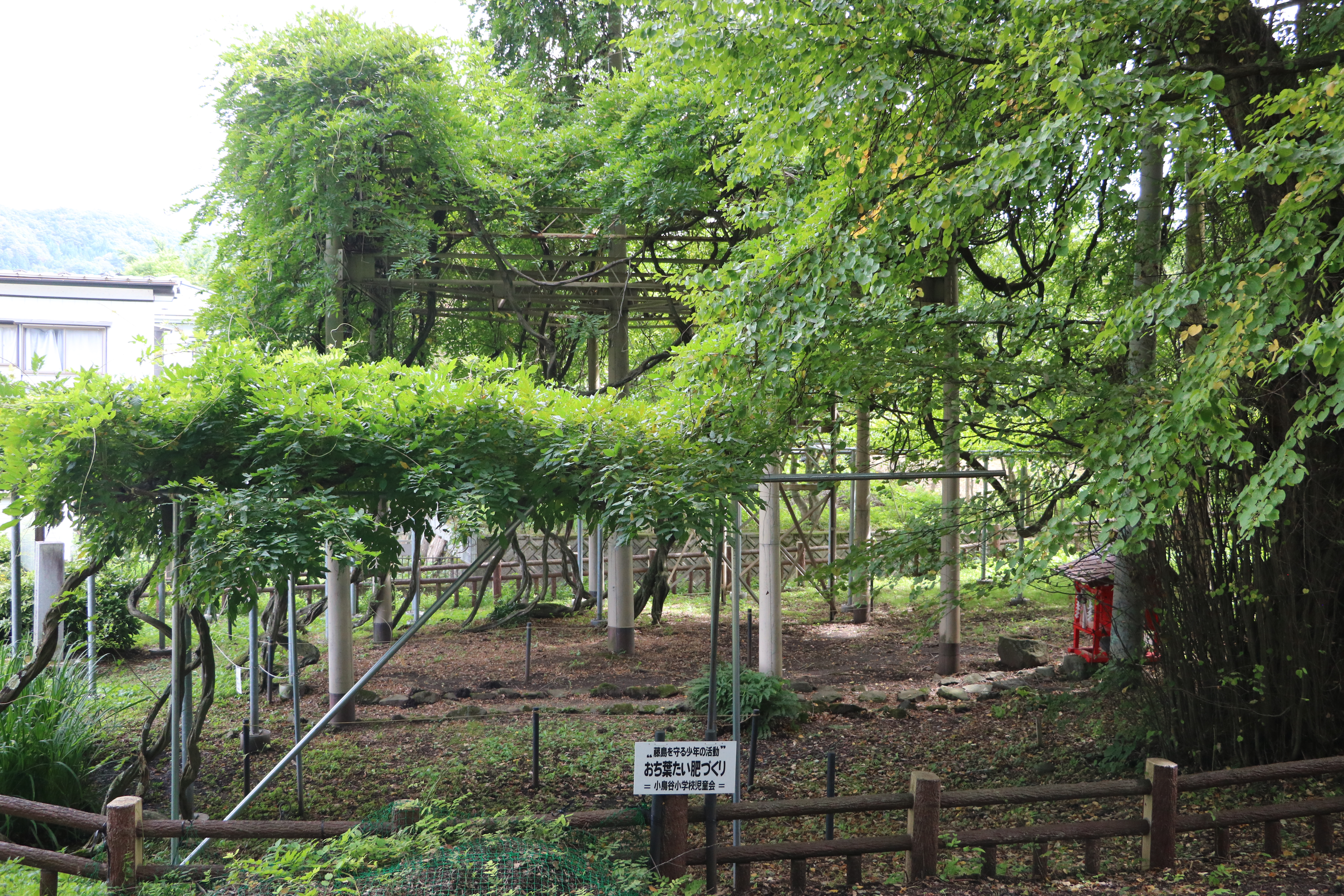
小鳥谷小学校児童会が設置した「おち葉たい肥づくり」の看板。2022年9月8日撮影。
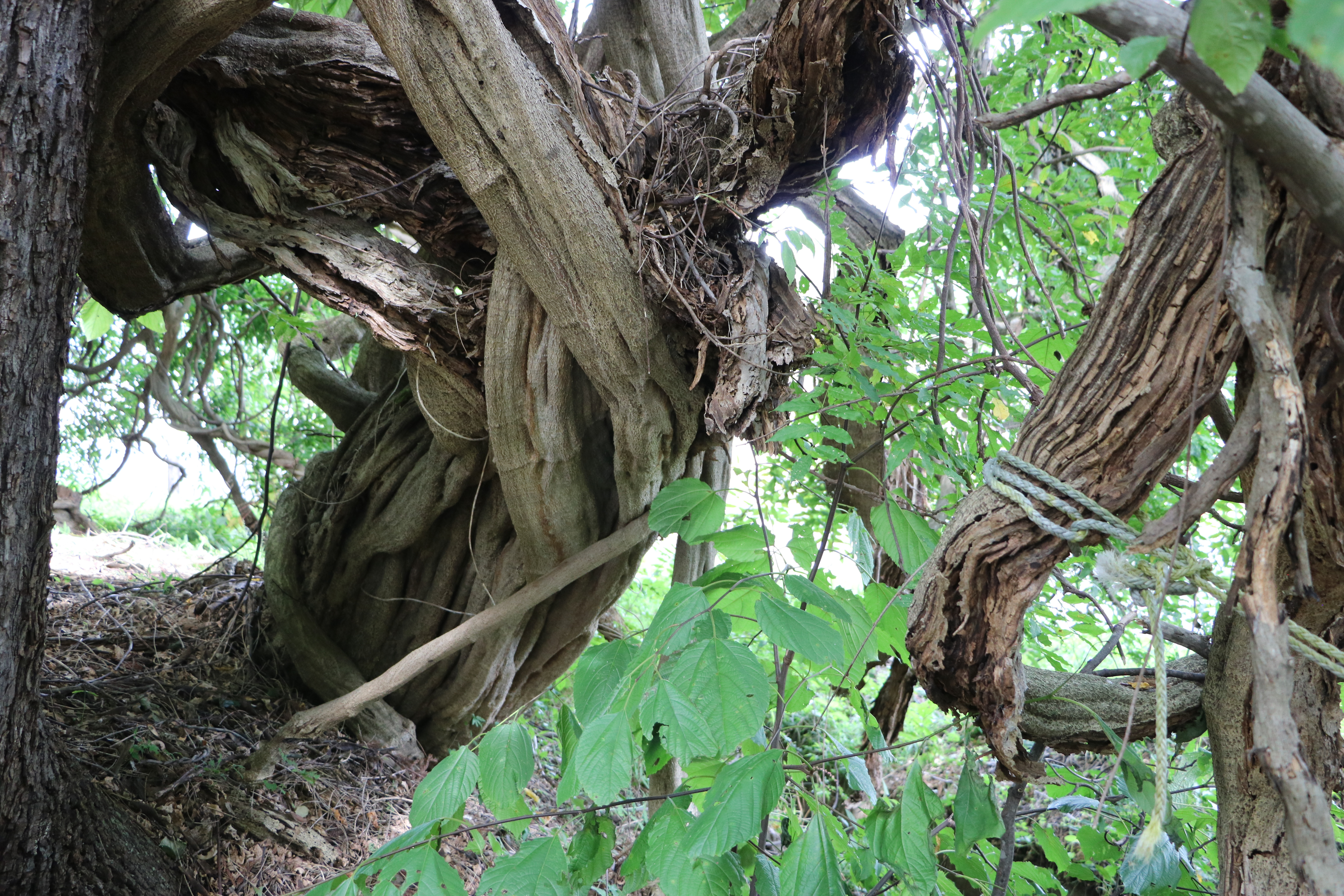
隣接する観音堂の藤。藤島のフジの種子から発芽した。一戸町指定天然記念物。2022年9月8日撮影

## 交通アクセス
所在地
- 岩手県二戸郡一戸町小鳥谷字仁昌寺

交通
- IGRいわて銀河鉄道いわて銀河鉄道線小鳥谷駅下車。徒歩約10分。
- 八戸自動車道一戸インターチェンジより車で約15分。